# Apalpador
L'Apalpador, Apalpa-Barrigas o Pandigueiro és la figura mítica d'un gegant carboner que segons la tradició del Nadal gallec viu a les muntanyes de l'est de Galícia (comarques de Sarria, Quiroga, A Terra de Lemos, A Terra de Trives i Os Ancares) i que baixa la nit del 24 o del 31 de desembre a tocar la panxa dels nens per veure si han menjat prou durant l'any, deixant-los un grapat de castanyes, eventualment algun regal i desitjant-los que tinguin un any vinent ple de felicitat i suficient menjar.

## Música
Hi ha algunes cançons tradicionals relacionades amb aquest personatge que han arribat fins als nostres dies i que es canten a les «noites do apalpadoiro» per a advertir a la canalla de la imminent arribada de l'Apalpador i de la necessitat que marxin al llit.

### Cançó tradicional
| Hoje é o dia de Natal, dia do Nosso Senhor marcha agora pra caminha que há de vir o Apalpador. Hoje é o dia de Natal, vai ninim para a caminha que há de vir o Apalpador a apalpar-che a barriguinha. | Avui és el dia de Nadal, dia del Nostre Senyor aneu corrents al llitet que vindrà l'Apalpador. Avui és el dia de Nadal ves-te'n nen al teu llitet, que vindrà l'Apalpador a tocar-te la panxeta. |

## Recuperació

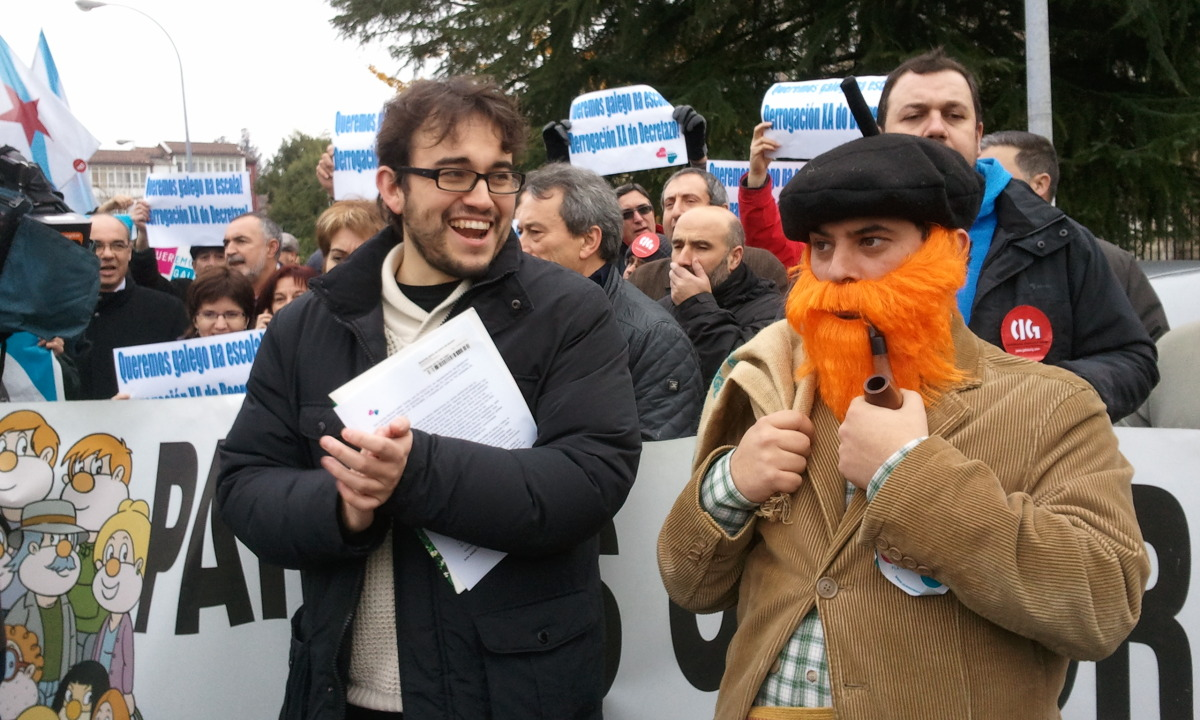
Representació de l'Apalpador en una concentració de Queremos Galego ! el 2012, acompanyat de Carlos Callón quan va ser president de l'Oficina de Normalització Lingüística

La tasca de recuperació d'aquesta figura va començar el 2006 amb la publicació al Portal Galego da Língua (Portal Gallec de la Llengua) d'una obra de José André Lôpez Gonçález. Un any després, l'associació compostel·lana A Gentalha do Pichel va anunciar que començaria a promocionar aquesta figura buscant la recuperació i la normalització, utilitzant com a element central una representació d'aquest personatge per part de l'artista Leandro Lamas. Actualment hi ha nombrosos llibres publicats sobre el tema i l'Apalpador és present en campanyes publicitàries i en productes de marxandatge.